# Panorpa miyakeiella
Panorpa miyakeiella is een insect uit de orde van de schorpioenvliegen (Mecoptera), familie van de schorpioenvliegen (Panorpidae). De wetenschappelijke naam van de soort is voor het eerst geldig gepubliceerd door Miyamoto in 1985.
De soort komt voor in Japan.